# دودمان دهم مصر

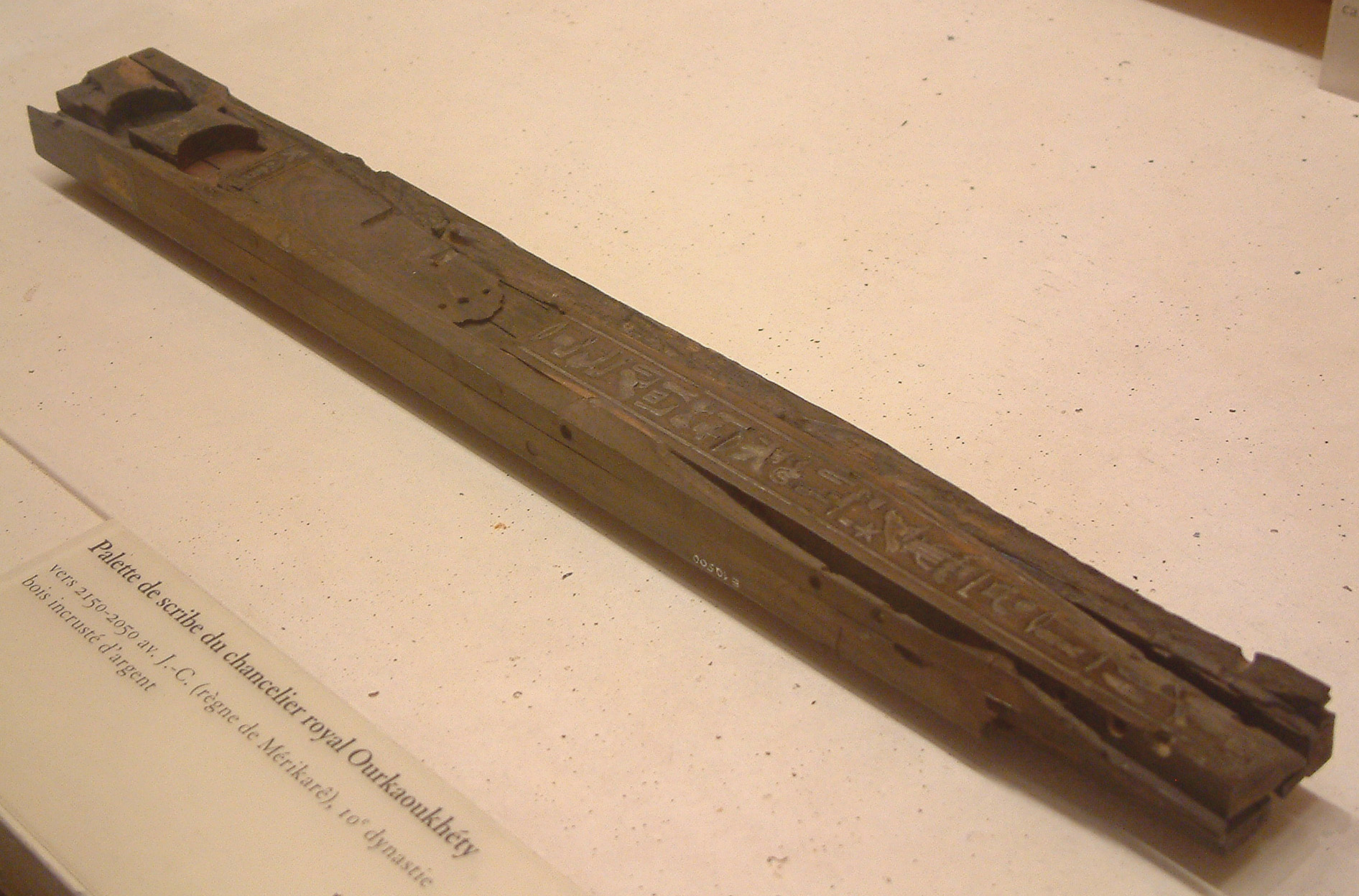
پالت کاتب صدراعظم پادشاهی اورکااوختی در دودمان دهم، موزه لوور

دودمان دهم مصر باستان جزو دوره‌ای از تاریخ مصر است که در آن این کشور بی‌ثباتی و ناآرامی را تجربه می‌کرد. این دودمان اغلب به همراه دودمان‌های هفتم، هشتم، نهم، و یازدهم زیر عنوان دوره نخست میانی طبقه‌بندی می‌شوند. دودمان‌های نهم و دهم میان تاریخ‌های تقریبی ۲۱۶۰ تا ۲۰۲۵ پیش از میلاد مسیح فرمانروایی می‌کردند.

## فرمانروایان
در زیر نام چند تن از فرمانروایان دودمان دهم نوشته شده‌است. این پادشاهان در شهر هراکلئوپولیس فرمانروایی می‌کردند؛ شهری که در جنوب فیوم قرار دارد و مرکز بیستمین نوم مصر بوده‌است:
- ختی پنجم
- ختی ششم
- ختی هفتم
- مریکارع دوم